# Поповка (Ком'янське сільське поселення)
Попо́вка (рос. Поповка) — присілок у складі Грязовецького району Вологодської області, Росія. Входить до складу Ком'янського сільського поселення.

## Населення
Населення — 4 особи (2010; 6 у 2002).
Національний склад (станом на 2002 рік):
- росіяни — 100 %